# A Misfit Earl
A Misfit Earl er en amerikansk stumfilm fra 1919 af Ira M. Lowry.

## Medvirkende
- Louis Bennison som Jim Dunn
- Samuel Ross som Sam
- Charles Brandt
- Neil Moran som John Grahame
- Ida Waterman som Caroline Croxter